# Liste der Orte im Landkreis Bernkastel-Wittlich

Wappen des Landkreises Bernkastel-Wittlich

Die Liste der Orte im Landkreis Bernkastel-Wittlich enthält die Städte, Verbandsgemeinden, Ortsgemeinden und Gemeindeteile (Ortsbezirke, Wohnplätze und sonstige Gemeindeteile) im rheinland-pfälzischen Landkreis Bernkastel-Wittlich.
Es handelt sich dabei um das amtliche Verzeichnis der Gemeinden und Gemeindeteile und setzt sich zusammen aus dem vom Statistischen Landesamt Rheinland-Pfalz geführten amtlichen Namensverzeichnis der Gemeinden und dem vom Landesamt für Vermessung und Geobasisinformation Rheinland-Pfalz geführten amtlichen Verzeichnis der Gemeindeteile.

## Verbandsfreie Gemeinde Morbach
Gemeindeteile in der Gemeinde Morbach:
- Bischofsdhron (Ortsbezirk)
- Emmerichs-Mühle
- Elzerath (Ortsbezirk)
- Gonzerath (Ortsbezirk)
- Gonzerather-Hinterbach
- Longkamperhinterbach
- Gutenthal (Ortsbezirk)
- Auf der Heide
- Haag (Ortsbezirk)
- Heinzerath (Ortsbezirk)
- Brieschmühle
- Mergenermühle
- Hinzerath (Ortsbezirk)
- Forsthaus Hinzerath
- Hoxel (Ortsbezirk)
- Forsthaus Hoxel
- Hundheim (Ortsbezirk)
- Gipsmühle, Baldenauermühle
- Reinhardshof
- Hunolstein (Ortsbezirk)
- Hahnacker Hof
- Hellenberger Hof
- Hof auf Queckborn
- Hunolsteinerhof
- Schülersmühle
- Merscheid (Ortsbezirk)
- Dörrwiese
- Götzenfeld, Heinzerbach
- Hölzbach
- Reinhardsmühle
- Morbach (Ortsbezirk)
- Am Mehlbaum
- Am Sonnenberg
- Hof Geiersley
- Rasthaus Dhrontal
- Schmausemühle
- Morscheid-Riedenburg (Ortsbezirk)
- Cornelysmühle, Riedenburgermühle
- Edenbruch
- Huhl
- Sankt Kuno
- Odert (Ortsbezirk)
- Oderterhaus
- Oderterhof
- Rapperath (Ortsbezirk)
- Am Sonnenberg
- Haus Martini
- Mühle Zerwes
- Siedlung Güldner
- Wederath (Ortsbezirk)
- Weiperath (Ortsbezirk)
- Wenigerath (Ortsbezirk)
- Hegberger Hof
- Wolzburg (Ortsbezirk)

## Verbandsfreie Stadt Wittlich
Gemeindeteile in der Stadt Wittlich:
- Bombogen (Ortsbezirk)
- Weierhof
- Dorf (Ortsbezirk)
- Lüxem (Ortsbezirk)
- Finnbachhof
- Neuerburg (Ortsbezirk)
- Nikolaushof
- Scheuerhof
- Seitertshof
- Ulmenhof
- Wengerohr (Ortsbezirk)
- Missionshaus St. Paul
- Wahlholz
- Hof Braunenstein
- Wittlich
- Abachsmühle
- Bastenmühle
- Blumenscheid, Gut
- Bohlensmühle
- Breit, Hof
- Brückenmühle
- Failz, Hof
- Landhaus Felsenburg
- Fintenhof
- Forsthaus Failz
- Grünewald
- Hasenmühle
- Haus Kaster
- Helenenhof
- Hinter der Breit
- Huwer, Haus
- Kunk, Haus
- Mariahof
- Neumühle
- Quellenhof
- Rotmühle
- Walburgishof
- Zweibächen
- Layenhof
- Weinhof Portnersberg

## Verbandsgemeinde Bernkastel-Kues
Gemeinden und Gemeindeteile in der Verbandsgemeinde Bernkastel-Kues:
- Bernkastel-Kues, Stadt
  - Andel (Ortsbezirk)
  - Bernkastel
  - Bergfried
  - Burg Landshut
  - Haus Heinz
  - Jugendherberge
  - Königsfarm
  - Schützenhaus
  - St. Johannishof
  - Waldschenke
  - Kues
  - Am Hafen
  - Wehlen (Ortsbezirk)
  - Inkart
  - Klosterberg
  - Machern
- Brauneberg
  - Brauneberg
  - Jungenwaldmühle
  - Waldhaus
  - Filzen
  - Hirzlei (Ortsbezirk)
- Burgen
  - Burgenfahls
- Erden
- Gornhausen
  - Klaramühle
- Graach an der Mosel
  - Graacher Schäferei
  - Haus Pauly
  - Petrushof
- Hochscheid
  - Forsthaus Hochscheid I
  - Hochscheidermühle
- Kesten
  - Dreismühle
- Kleinich
  - Emmeroth (Ortsbezirk)
  - Bergbitzerhof
  - Fronhofen (Ortsbezirk)
  - Drei-Steiner-Hof
  - Götzeroth (Ortsbezirk)
  - Ilsbach (Ortsbezirk)
  - Kleinich (Ortsbezirk)
  - Idarhof
  - Oberkleinich (Ortsbezirk)
  - Ebenhausen
  - Horrido, Jagdhaus
  - Pilmeroth (Ortsbezirk)
  - Thalkleinich (Ortsbezirk)
- Kommen
- Lieser
- Lösnich
- Longkamp
  - Blockhaus
  - Longkamperbach
- Maring-Noviand
  - Deutschmühle
  - Froschmühle
  - Hof Kreuzberg
  - Laymühle
  - Maring
  - Maringermühle
  - Maringer Schweiz
  - Noviand
  - Siebenborn
- Minheim
- Monzelfeld
  - Annenberg
  - Birkenhof
  - Lambertymühle
  - Monzelfelderhinterbach
  - Olksmühle
  - Schellhof
  - Thielenmühle
- Mülheim an der Mosel
  - Bitschermühle, Schonzenmühle
- Neumagen-Dhron
  - Dhron
  - Leienhaus
  - Luymühle, Dhrontaler Mühlenwerke
  - Papiermühle
  - Unterste Mühle
  - Neumagen
  - Hof Kron
  - Hof Weißhaus
  - Nuhkopf
  - Schneidershof
  - Konstantinshöhe
- Piesport
  - Niederemmel
  - Auf Karmet
  - Tonnkopf, Jagdschloß
  - Römerhof
  - Schäferhof
  - Piesport
  - Ferres
  - Haus Moselblick
  - Piesporter Siedlung
- Ürzig
  - Bahnhof Ürzig
  - Mönchhof
- Veldenz
  - Helvetia
  - Schloss Veldenz
  - Thalveldenz
  - Veldenzer Bergfrieden
  - Veldenzerhammer
  - Veldenzer Hofbach
- Wintrich
  - Am Kestener Weg
  - Bahnhof Wintrich
  - Buhlenhell
  - Geierslei, Weingut
  - In der Krauwies
  - Johanneshof
  - Kasholz
  - Rondel
- Zeltingen-Rachtig
  - Forsthaus Sabel
  - Rachtig (Ortsbezirk)
  - Ürzigermühle
  - Zeltingen (Ortsbezirk)

## Verbandsgemeinde Thalfang am Erbeskopf
Gemeinden und Gemeindeteile in der Verbandsgemeinde Thalfang am Erbeskopf:
- Berglicht
- Burtscheid
  - Flakhaus
  - Sonnenhof
- Deuselbach
  - Bauernmühle
  - Kochsmühle, Deuselbachermühle
  - Hof vorm Wald
- Dhronecken
  - Bahnhof Dhronecken
- Etgert
  - Etgerter Sägemühle
  - Massingsmühle
- Gielert
  - Wenigsberger Hof
- Gräfendhron
  - Krakesmühle
- Hilscheid
  - Forsthaus Hilscheid
  - Forsthaus Röderbach
  - Hilscheider Mühle
  - Siedlung Waldesruh
- Horath
  - Jagdhaus, im Pfuhl
  - Huhnlandhof
- Immert
  - Käsmühle
  - Neuborner Hof
- Lückenburg
- Malborn
  - Bousermühle
  - Echternach
  - Forsthaus Dhronecken
  - Forsthaus Thiergarten
  - Petersberg
  - Rothmühle
  - Tannenhof
  - Thiergarten (Ortsbezirk)
  - Tiefentalerhof
  - Waldhof
- Merschbach
- Neunkirchen
  - Schmelzmühle
- Rorodt
  - Klarenmühle
- Schönberg
  - Hof Waldeck
- Talling
- Thalfang
  - Bäsch (Ortsbezirk)
  - Eichelhof
  - Forsthaus Deuselbach
  - Thalfang
  - Berghof
  - Flürchen
  - Gatschmühle
  - Hasenborn
  - Hubertushof
  - Ziegelei
- Breit
- Büdlich
  - Bohnsmühle
  - Büdlicherbrück
  - Büdlichermühle
  - Schneidemühle
- Heidenburg
  - Heidenburgerhof

## Verbandsgemeinde Traben-Trarbach
Gemeinden und Gemeindeteile in der Verbandsgemeinde Traben-Trarbach:
- Bausendorf
  - Bausendorf
  - Haus Bergfried
  - Olkenbach (Ortsbezirk)
  - Heinzerathermühle
  - Kraulsmühle
- Bengel
  - Forsthaus Kondel
  - Neithof
  - Springiersbach
  - Springiersbacher Hof
  - Springiersbacher Mühle
- Burg (Mosel)
  - Haus Horst
  - Heidhof
- Diefenbach
- Enkirch
  - Ahringsmühle
  - Berghof
  - Neumühle
  - Scholmunderhof
  - Schompenmühle
- Flußbach
- Hontheim
  - Antoniushof
  - Bonsbeuern (Ortsbezirk)
  - Felteshof
  - Forsthaus Bonsbeuern
  - Haus Bergland
  - Hontheimer Mühle
  - Krinkhof (Ortsbezirk)
  - Wispelt (Ortsbezirk)
  - Katharinenhof
- Kinderbeuern
  - Eweshof
  - Gertrudenhof
  - Hetzhof (Ortsbezirk)
  - Hof Weideck
  - Engelsberg
  - Melchhof
- Kinheim
  - Kindel
  - Sengwald
- Kröv
  - Kövenig (Ortsbezirk)
  - Feriendorf Mont-Royal
  - Berghof
- Reil
  - Forsthaus Reiler Hals
  - Hammermühle
  - Margaretenhof
  - Heißer Stein
- Starkenburg
  - Starkenburger Höfe
- Traben-Trarbach, Stadt
  - Kautenbach (Ortsbezirk)
  - Bad Wildstein
  - Traben-Trarbach
  - Corveyer Werth
  - Dollschied
  - Fischteiche
  - Gonzlay
  - Gräffsmühle
  - Haus Corveyer Wäldchen
  - Haus Kallenborn
  - Hödeshof
  - Litzig
  - Rißbach
  - Starkenburgermühle
  - Wolf (Ortsbezirk)
  - Evangelischer Jugendhof Martin Luther King
  - Koppelberg
- Willwerscheid
- Lötzbeuren
- Irmenach
  - Beuren
  - Jagdhaus
  - Irmenach
  - Auf der Höhe

## Verbandsgemeinde Wittlich-Land
Gemeinden und Gemeindeteile in der Verbandsgemeinde Wittlich-Land:
- Altrich
  - Büscheid
  - Haardt
  - Kirchhof
  - Neuenhof
  - Sommerkopf, Bahnwärterhaus
  - Villa Altrich
- Arenrath
  - Brodfelderhof
  - Hütt
  - Mellich
- Bergweiler
  - Breitmühle
  - Ober-Bergweiler
  - Jagdhütte Bergweiler
- Bettenfeld
  - Hof Rodenbüsch
  - Haus am Holzbeul
- Binsfeld
  - Burghof
  - Kaisermühle
  - Schmiedshof
- Bruch
  - Brucher Burg
  - Haus Zender
  - Lerchenhof
  - Obere Mühle, Sägewerk
  - Sonnenhof
- Dierfeld
- Dierscheid
  - Auf Kreimerborn
  - Viktoriahof
- Dodenburg
  - Petershof
  - Schloss Dodenburg
- Dreis
  - Landhaus Kasfeld
  - Lindenhof
  - Maarhof
  - Schumacher, Jagdhaus
  - Sonnenhof
- Eckfeld
  - Birkenhof
  - Buchholz (ehem. Kloster)
  - Holzmühle
  - Lindenhof
  - Tannenhof
- Eisenschmitt
  - Burghof
  - Eichelhütte
  - Forsthaus Himmerod
  - Haus Bergfeld
- Esch
  - Eschermühle
- Gipperath
- Gladbach
- Greimerath
- Großlittgen
  - Großlittgen
  - Eichenhof
  - Großlittgermühle
  - Haus hohe Marken
  - Lindenhof
  - Marienhof
  - Salmtalhof
  - Sonnenhof
  - Himmerod
  - Kloster Himmerod
- Hasborn
  - Am Dresweg
  - Hasbornermühle
- Heckenmünster
  - Kalbergerhof
  - Karlsmühle, obere Mühle
  - Untere Mühle
- Heidweiler
  - Heidweiler Mühle
- Hetzerath
  - Bernhardshof
  - Erlenbach
  - Haus Rau
  - Johanneshof
  - Marienhof
  - Zimmerhof
- Hupperath
  - Burgermühle
  - Hotel Viktoria
  - Ranzenmühle
- Karl
  - Helenenhof
- Klausen
  - Pohlbacher Mühle
  - Krames
  - Forsthaus
  - Hof Weidenhaag
  - Neu-Minheim (ehemals Gemeinde Minheim)
- Laufeld
  - Bahnhof Laufeld
- Manderscheid, Stadt
  - Manderscheid
  - Birkenhof
  - Dombachhof
  - Drei-Tannenhof
  - Heidsmühle
  - Kapellenhof
  - Lindenhof
  - Sonnenhof
  - Niedermanderscheid
- Meerfeld
  - Sauerseifen
- Minderlittgen
  - Siedlung Dadscheid
- Musweiler
  - Birkenhof
  - Eichenhof
  - Lindenhof
  - Margaretenhof
  - Meesenmühle
  - Musweilermühle
- Niederöfflingen
- Niederscheidweiler
  - Eichenhof
  - Lindenhof
  - Sonnenhof
  - Windhof
- Oberöfflingen
  - Brühlweiler
  - Auf der Warth
- Oberscheidweiler
  - Berghof
  - Hubertushof
  - Mauritiushof
  - Oberscheidweilermühle
  - Tannenhof
  - Sonnenhof
- Osann-Monzel
  - Monzel
  - Osann
  - Am Klausenweiher
  - Am Rosenberg
  - Wilhelmshof
- Pantenburg
  - Bahnhof Pantenburg
  - Buchholz (ehem. Kloster)
- Platten
- Plein
  - Alte Pleiner Mühle
  - Bahnhof Plein
  - Haus Unkenstein
  - Hof Holmen
- Rivenich
  - Am Orschbach
- Salmtal
  - Dörbach
  - Auf der Huf
  - Salmrohr
  - Alter Bahnhof Salmrohr
  - Birkenhof
  - Josefshof
  - Kapellenhof
  - Tannenhof
- Schladt
  - Brühlweiler
  - Schladtermühle
- Schwarzenborn
  - Forsthaus Schwarzenborn
  - Salmberg
- Sehlem
  - Bahnhof Sehlem
  - Hansenhof
  - Sonnenhof
  - Wilmshof
  - Franziskushof
- Wallscheid
  - Lenzenhaus
  - Am Bahnhof
  - Kiefernhof
  - Tannenhof
- Landscheid
  - Burg/Salm (Ortsbezirk)
  - Altenhof
  - Heeg
  - Hof Wolfskaul
  - Landscheid (Ortsbezirk)
  - Auf der Stuf, Siedlung
  - Hof Hau
  - Landscheidermühle
  - Raskop
  - Wollscheider-Hof
  - Niederkail (Ortsbezirk)
  - Mulbach
- Niersbach
  - Greverath
  - Obere Mühle
  - Untere Mühle
  - Niersbach
  - Wenzelhausen